# Église Saint-Pierre de Cheffois
Pour les articles homonymes, voir Église Saint-Pierre.
L'église Saint-Pierre est une église catholique située à Cheffois, en France.

## Localisation
L'église est située dans le département français de la Vendée, sur la commune de Cheffois.

## Historique
L'église Saint-Pierre de Cheffois est rebâtie au XIIIe siècle. En 1468, Jehan Rouhault y fait ajouter un collatéral Nord pour y accueillir sa sépulture. Ce serait à ce moment que les contreforts Nord ont été coiffés de chambres de tir pour défendre l'église. 
L'édifice est classé au titre des monuments historiques en 1982.